# Katrine Lunde
Pour les articles homonymes, voir Lunde.

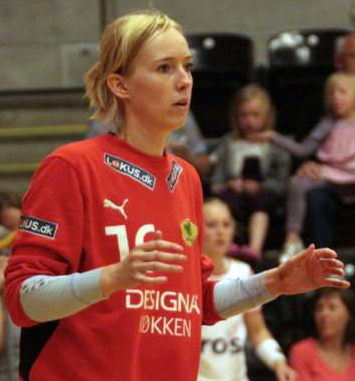
Katrine Lunde en 2009.

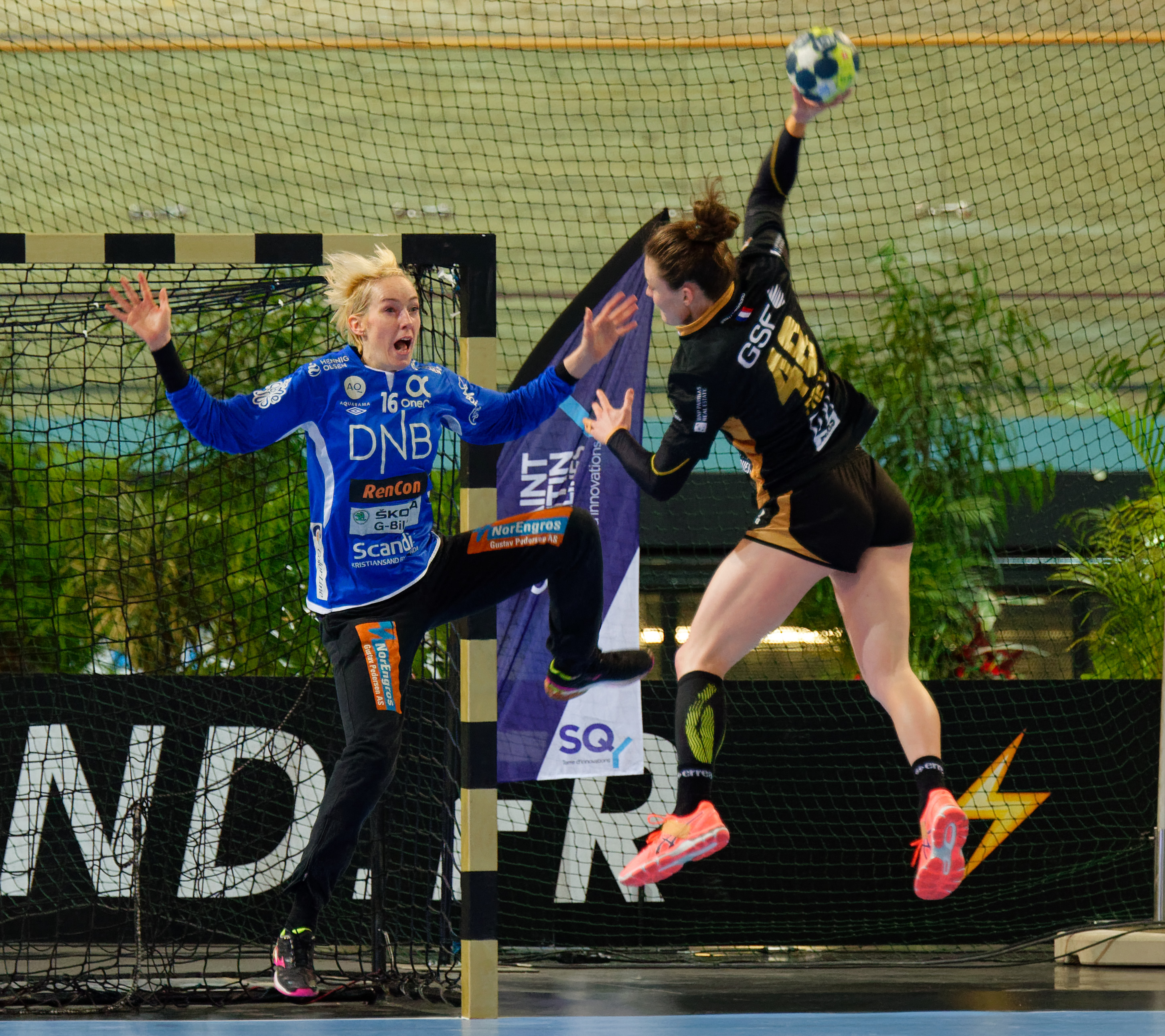
Lunde à la parade en 2018.

Katrine Lunde,, précédemment nommée Katrine Lunde Haraldsen, née le 30 mars 1980 à Kristiansand, est une handballeuse norvégienne, évoluant au poste de gardienne de but. Elle est la jumelle de la handballeuse Kristine Lunde-Borgersen, également internationale norvégienne.
Avec la sélection norvégienne, elle est la seule joueuse à avoir remporté six Championnats d'Europe et trois Jeux olympiques auxquels on peut ajouter deux titres de championne du monde et de sept autres médailles, terminant ainsi une seule fois hors du podium. Elle a également été élue six fois dans l'équipe-type d'une compétition internationale majeure dont une fois en tant que meilleure joueuse.
En club, elle a remporté sept Ligue des champions, 15 championnats nationaux et 15 coupes nationales.

## Biographie
En août 2014, elle annonce qu'elle se retire temporairement du handball : « Je suis heureuse et impatiente de fonder ma propre famille. Néanmoins, le handball sera toujours une partie importante de ma vie de tous les jours, et j'espère être de retour au plus haut niveau, peu après avoir donné naissance. ». Elle est remplacée à Győr par la gardienne croate Jelena Grubišić. En février 2015 elle annonce qu'elle ne renouvellera pas son contrat avec le club hongrois et qu'elle poursuivra sa carrière en Russie avec le club Rostov-Don dès la saison 2015-16.
En 2017, à 37 ans, elle décide de retrouver son premier club professionnel, le Vipers Kristiansand, qu'elle contribue à en faire le meilleur club norvégien puis européen, remportant trois Ligue des champions entre 2021 et 2023.
En 2024, elle participe à ses cinquièmes Jeux olympiques et est porte-drapeau de la Norvège lors de la cérémonie d'ouverture des Jeux de Paris aux côtés du joueur de beach-volley Christian Sørum,.
Après la liquidation des Vipers Kristiansand en janvier 2025, à bientôt 45 ans, elle songe à mettre un terme à sa carrière mais ne souhaitant pas rester sur une sensation d'inachevée, elle signe pour le reste de la saison pour le club danois d'Odense Håndbold.

## Palmarès

### Club
Compétitions internationales
- Ligue des champions (C1)
  - vainqueur (7) en 2009 et 2010 (avec Viborg), 2013 et 2014 (avec Győr) et 2021, 2022 et 2023 (avec Kristiansand)
  - finaliste en 2012 (avec Győri ETO KC)
- Coupe de l'EHF (C3)
  - vainqueur (1) : 2017 (avec Rostov-Don)

Compétitions nationales
- vainqueur du Championnat du Danemark (3) en 2008, 2009 et 2010 (avec Viborg HK)
- vainqueur de la coupe du Danemark (2) en 2007 et 2008 (avec Viborg HK)
- vainqueur du Championnat de Hongrie (4) en 2011, 2012, 2013 et 2014 (avec Győri ETO KC)
- vainqueur de la coupe de Hongrie (5) en 2011, 2012, 2013, 2014 et 2015 (avec Győri ETO KC)
- vainqueur du Championnat de Russie (1) en 2017 (avec Rostov-Don)
- vainqueur de la coupe de Russie (1) en 2017 (avec Rostov-Don)
- vainqueur du Championnat de Norvège (7) en 2018, 2019, 2020, 2021, 2022, 2023 et 2024
- vainqueur de la coupe de Norvège (7) en 2018, 2019, 2020, 2021, 2022/23 et 2023/24 (avec Vipers Kristiansand)

### Sélection nationale
Ses résultats avec la sélection norvégienne sont :
Jeux olympiques (3, record)
- vainqueur des Jeux olympiques de 2008 à Pékin,  Chine
- vainqueur des Jeux olympiques de 2012 à Londres,  Royaume-Uni
- médaillée de bronze aux Jeux olympiques de 2016 à Rio de Janeiro,  Brésil
- médaillée de bronze aux Jeux olympiques de 2020 à Tokyo,  Japon
- vainqueur des Jeux olympiques de 2024 à Paris,  France

Championnats du monde (2)
- finaliste du championnat du monde 2007
- médaillée de bronze au championnat du monde 2009
- vainqueur du championnat du monde 2011
- finaliste du championnat du monde 2017
- vainqueur du championnat du monde 2021
- finaliste du championnat du monde 2023

Championnats d'Europe (7, record)
- finaliste du Championnat d'Europe 2002
- vainqueur du Championnat d'Europe 2004
- vainqueur du Championnat d'Europe 2006
- vainqueur du Championnat d'Europe 2008
- vainqueur du Championnat d'Europe 2010
- finaliste du Championnat d'Europe 2012
- 5e place du Championnat d'Europe 2018
- vainqueur du championnat d'Europe 2020
- vainqueur du championnat d'Europe 2022
- vainqueur du championnat d'Europe 2024

### Distinction personnelle
- élue joueuse des Jeux olympiques en 2024
- élue meilleure gardienne des Jeux olympiques en 2008 et 2020
- élue meilleure gardienne du Championnat d'Europe (3) en 2008, 2010, 2012
- élue meilleure gardienne du championnat du monde en 2017
- meilleure gardienne (statistiques) du championnat d'Europe 2010 et du championnat du monde 2017
- élue meilleure gardienne de la Ligue des champions 2019
- nommée à l'élection de la meilleure joueuse du monde de l'année : 2e en 2009, 2e en 2010, 3e en 2011 et 3e en 2013